# Makláry László (karmester)
Makláry László (Kecskemét, 1950. június 28. –) Artisjus-díjas magyar karmester, érdemes és  kiváló művész.

## Pályakép
A Liszt Ferenc Zeneművészeti Főiskolán diplomázott, majd részt vett Salzburgban a Karajan karmesterkurzuson. Ezt követően Szegeden több műfajban is kipróbálhatta magát, vezényelt operetteket, zenés játékokat, s Vaszy Viktor mellett operákat is dirigált. A musical műfajával a New York-i Broadway-n ismerkedett meg, a tanulmányúton nagy hatással volt pályájára a találkozás Leonard Bernsteinnel.
1975-ben a Budapesti Gyerekszínház zenei vezetője lett. 1976-tól a Madách Színház zenei vezetőjeként dolgozott.
1979-2024 között a Budapesti Operettszínház zeneigazgatója volt. Folyamatosan dirigál koncerteket, készít hanglemezeket a Nemzeti Filharmonikusokkal, a Magyar Rádió Szimfonikus Zenekarával, a Budapesti MÁV Filharmonikusokkal, a Magyar Telekom Szimfonikus Zenekarral, a Budapesti Operettszínház Zenekarával.

## Kitüntetései
- Érdemes művész (2005)
- Kiváló művész (2014)
- A Magyar Érdemrend tisztikeresztje (2025)[2]

## Fontosabb munkái
- Verdi: Rigoletto, Traviata
- Puccini: Bohémélet, Pillangókisasszony, Tosca
- Wagner: Lohengrin
- Donizetti: Lammermoori Lucia
- Kander: Chicago, Kabaré
- Webber: Evita, Macskák
- Loewe: My Fair Lady
- Shönberg: Miss Saigon, A nyomorultak
- Bernstein: West Side Story
- Szörényi: István, a király
- Kálmán Imre: A Csárdáskirálynő, Marica grófnő, A bajadér
- Lehár: A mosoly országa, A víg özvegy
- Strauss: Bécsi vér, Cigánybáró
- Ábrahám Pál: Bál a Savoyban
- Offenbach: Párizsi élet
- Lévay: Elisabeth, Mozart!
- Presgurvic: Rómeó és Júlia
- Jávori Ferenc: Menyasszonytánc
- Wildhorn: Rudolf